# Bisdom Leoben
Het bisdom Leoben (Latijn: Dioecesis Leobensis) was een Oostenrijks rooms-katholiek bisdom, waarvan het gebied lag in Opper-Stiermarken en dat in 1859 met het bisdom Seckau werd verenigd.
Het bisdom werd op wens van keizer Jozef II afgesplitst van het aartsbisdom Salzburg. Op 17 maart 1786 keurde paus Pius VI de oprichting goed.
De eerste en enige bisschop Alexander Franz Joseph Graaf van Engel (* 13 februari 1722 in Füssen) resideerde in het Klooster Göss bij Leoben, waar ook een Domkapittel werd gesticht.
Het bisdom besloeg Opper-Stiermarken en bestond uit 157 parochies.
Na de dood van bisschop Engel op 22 februari 1800 werd het bisdom tot 1808 door het Domkapittel en daarna door de bisschoppen van het bisdom Seckau bestuurd.
Al op 13 juli 1804 werd door keizer Frans II tot de vereniging van het bisdom met het bisdom Seckau besloten. De werkelijke vereniging van beide bisdommen volgde pas na de late toestemming van de paus op 1 september 1859.